# Dalekie (powiat poznański)
Dalekie – wieś w Polsce położona w województwie wielkopolskim, w powiecie poznańskim, w gminie Rokietnica.
W latach 1975–1998 miejscowość administracyjnie należała do województwa poznańskiego.